# Phạm Quế Dương
Phạm Quế Dương (sinh 1931, mất 21-2-2022) là một Đại tá Quân đội Nhân dân Việt Nam, nguyên Tổng biên tập Tạp chí Lịch sử Quân sự, đã nghỉ hưu năm 1989.
Ông đã bị khai trừ khỏi Đảng Cộng sản Việt Nam năm 1999.

## Thân thế và hoạt động
Phạm Quế Dương sinh năm 1931, quê quán tại Thường Tín, tỉnh Hà Tây (nay là huyện Thường Tín, thành phố Hà Nội).
Từ năm 1955 đến năm 1947, Phạm Quế Dương tham gia giải phóng quân, là liên lạc viên khu Hà Nội.
Từ năm 1954 đến năm 1965, ông công tác tại Trung đoàn 240, Sư đoàn 367, Trợ lý cán bộ Quân chủng Phòng không không quân.
Từ năm 1970 đến năm 1980, ông là Phó Chính ủy Trung đoàn 234, Sư đoàn 365, Quân khu 2.
Từ năm 1982 ông giữ chức vụ Tổng biên tập Tạp chí Lịch sử Quân sự.
Năm 1989, Phạm Quế Dương đã cho đăng bài của Nguyễn Kiến Giang với nội dung xóa bỏ điều 4 Hiến pháp, phủ định vai trò lãnh đạo của Đảng Cộng sản Việt Nam.
Từ cuối năm 1999, ông tích cực thu thập tin tức, viết bài gây ảnh hưởng đến uy tín Nhà nước Việt Nam. Ngày 14/7/2004, Tòa án Nhân dân Thành phố Hà Nội đã mở phiên tòa sơ thẩm xét xử Phạm Quế Dương về tội “Lợi dụng các quyền tự do dân chủ xâm phạm lợi ích của Nhà nước, quyền, lợi ích hợp pháp của tổ chức, công dân”. Theo Thông tấn xã Việt Nam, Phạm Quế Dương còn có các tên gọi khác là Phúc, Lê Phan, Phạm Anh Hoàng, sinh năm 1931, thường trú tại phường Hàng Mã, quận Hoàn Kiếm, thành phố Hà Nội. Hội đồng Xét xử quyết định tuyên phạt Phạm Quế Dương 19 tháng tù giam.
Năm 2008, ông tham gia "Ban biên tập, Hội đồng cố vấn tập san Tổ Quốc" của Nguyễn Thanh Giang, một nhân vật bất đồng chính kiến cùng Bùi Tín, Nguyễn Phương Anh, Phạm Hồng Đức...
Sau khi ra khỏi tù, Phạm Quế Dương thường trả lời phỏng vấn các đài báo như VOA, RFA, RFI, SB, đòi thay đổi chế độ chính trị Việt Nam, đòi đa nguyên đa đảng, tố cáo Chính quyền Việt Nam vi phạm các vấn đề về dân chủ, nhân quyền, đàn áp tôn giáo.
Ông đã từ trần hồi 19 giờ 10 phút ngày 21-2-2022, tại nhà riêng. Lễ viếng được tổ chức từ 14 giờ 30 phút đến 15 giờ 30 phút ngày 24-2-2022, tại Nghĩa trang làng Tía, thôn Từ Dương, xã Tô Hiệu, huyện Thường Tín, TP Hà Nội; an táng cùng ngày tại nghĩa trang quê nhà: Làng Tía, thôn Từ Dương, xã Tô Hiệu, huyện Thường Tín, TP Hà Nội.